# جوني ووكر (لاعب كرة قدم أمريكي)
جوني ووكر (بالإنجليزية: Jonny Walker)‏ (13 سبتمبر 1974 في الولايات المتحدة - ) هو مدرب كرة قدم ولاعب كرة قدم أمريكي في مركز حراسة المرمى. شارك مع منتخب الولايات المتحدة لكرة القدم. أما مع النوادي، فقد لعب مع كولو-كولو وكولومبوس كرو ونادي أونيفرسيداد كاتوليكا ونادي دالاس ونادي لاتسيو ونيويورك ريد بولز وهواتشيباتو وJacksonville Cyclones ‏ وMemphis Storm ‏.

## وصلات خارجية
- جوني ووكر على موقع الدوري الأمريكي (الإنجليزية)
- جوني ووكر على موقع قاعدة بيانات كرة القدم.إي يو (الإنجليزية)
- جوني ووكر على موقع ناشيونال فوتبول تيمز (الإنجليزية)